# Brachygalea obscura
Brachygalea obscura är en fjärilsart som beskrevs av Köhler 1952. Brachygalea obscura ingår i släktet Brachygalea och familjen nattflyn. Inga underarter finns listade i Catalogue of Life.